# Pratânia (ort)
Pratânia är en ort i Brasilien.   Den ligger i kommunen Pratânia och delstaten São Paulo, i den södra delen av landet, 800 km söder om huvudstaden Brasília. Pratânia ligger 701 meter över havet och antalet invånare är 4 599.
Terrängen runt Pratânia är huvudsakligen platt. Pratânia ligger nere i en dal. Närmaste större samhälle är São Manuel, 13,0 km nordost om Pratânia.
Omgivningarna runt Pratânia är huvudsakligen savann. Runt Pratânia är det glesbefolkat, med 13 invånare per kvadratkilometer.